# Henryk Abicht
Henryk Abicht (ur. 1835 w Wilnie, zm. 12 czerwca 1863 w Warszawie) – polski i emigracyjny działacz rewolucyjny i niepodległościowy, członek Towarzystwa Demokratycznego Polskiego.
Pracował w Wilnie jako urzędnik pocztowy, potem przeniesiono do Sankt Petersburga. Działacz Towarzystwa Demokratycznego Polskiego, od 1857 roku przebywał na emigracji w Londynie. Był współpracownikiem Zenona Świętosławskiego i Aleksandra Hercena, pracował też w ich drukarniach. Należał do Gromady Rewolucyjnej Ludu, w 1862 roku jako emisariusz przybył do Warszawy, gdzie współpracował z stronnictwem czerwonych rozpoczął powstańczą agitację wśród chłopów. Został aresztowany w Garwolinie, w czasie przygotowań do napadu na pocztę i uwięziony w X Pawilonie Cytadeli Warszawskiej, a po wybuchu powstania stracony 12 czerwca 1863 roku na stokach Cytadeli.